# You (Vasil Garvanliev-sang)
You er en sang indspillet af den makedonske sanger Vasil Garvanliev. Sangen skulle havde repræsenteret Nordmakedonien i Eurovision Song Contest 2020 i Rotterdam, Holland, efter at være blevet valgt internt af den nationale tv-station MRT.